# Na-Na (Band)
Na-Na (russisch На-На); ist eine russische Boygroup/Pop-Gruppe aus UdSSR/Russland. Sie gehört neben Car-Man zu den modernen und populären Pop-Gruppen in Russland der 90er Jahre.

## Geschichte
Zu Beginn galt die neuartige Pop-Band als skandalös, da zu damaliger Sowjetzeit Themen wie Sex in den Medien nicht existierten. Die Band zählt zu den wenigen russischen Boygroups, die einige ihrer Songs auch u. a. in Englisch, Deutsch oder Chinesisch singen. Keiner der Band-Mitglieder, die die Band 1989 mit dem Produzenten Bari Alibassow ursprünglich gründeten, sind in aktueller Konstellation dabei.
Bei ihrem bekanntesten Hit Faina (Фаина) handelt es sich um ein Sample des türkischen Songs Şinanay von Sezen Aksu.

## Diskografie

### Alben
- 1989: Не Женись
- 1991: На-На-91
- 1992: Фаина
- 1993: Красивая
- 1995: На-Настальгия
- 1997: Прикинь, да?
- 1998: Вся Жизнь - Игра
- 1999: над землёй
- 2023: По Накатанной

### Kompilationen
- 1996: Ночь Без Сна

### Songs (Auswahl)
- Упала шляпа (dt. "Der Hut ist gefallen")
- Свет в окне (dt. "Das Licht im Fenster")
- Фаина (dt. "Faina") (Sample von Sezen Aksu - Şinanay)
- Пустынный пляж (dt. "Verlassener Strand")
- Соловей-разбойник (dt. "Nachtigall – der Räuber")
- Бабушка Яга (dt. "Babuschka Jaga"), Baba Jaga
- Еду к миленькой (dt. "Ich fahre zu meiner Süßen (Frau)")
- Мальчик в кепочке (dt. "Der Junge mit Kappe")
- Не женись (dt. "Heirate nicht")
- Где ты была (dt. "Wo bist du gewesen?")
- Красивая (dt. "Die Schöne")
- Где ж ты, мой сад (dt. "Wo bist du denn, mein Garten")
- Боз жорга (dt. "Boz Schorga")
- Не знаю (dt. "Ich weiß es nicht")
- Обида тает (dt. "Groll schmilzt")
- Всё вокруг любовь (dt. "Alles rund um die Liebe")
- Оглох (dt. "Taub geworden")
- Посвящение женщине (dt. "Widmung einer Frau")
- Пилот (dt. "Der Pilot")